# エゾイラクサ
エゾイラクサ（蝦夷刺草、学名: Urtica platyphylla）は、イラクサ科イラクサ属の多年草。植物体全体にギ酸を含む刺毛があり、素肌に触れるとちくちくと痛む。

## 特徴
茎は鈍四角形で、直立して高さ50-180cmになる。茎や葉全体に刺されると痛い刺毛が散生する。葉は対生し、葉身は狭卵形または卵状長楕円形で、長さ8-16cm、幅4-8cm、縁は粗大な単鋸歯になる。葉身の先はとがり、基部はやや心形から円形になり、葉の両面に毛が生え、特に裏面の葉脈上に多い。葉柄は葉身より短く、長さ2-5cm。茎の各節に2個の托葉がある。
花期は7-10月。花は単性で、ふつう雌雄異株であるが、ときに同株のものもある。上部の葉腋から花序を出し、複穂状に緑白色の小さな花をつける。雄花の花被片は4個、雄蕊も4個あり、雌花の花被片は4個で小型。果実は痩果となり、扁平な卵形で長さ2mmになる。染色体数は2n=52, 76-78。

## 分布と生育環境
日本では南千島、北海道、本州の中部地方以北に分布し、山地の明るいやや湿った場所に生育する。群生することもある。世界では千島列島、サハリン、シベリア東部、カムチャツカ半島に分布する。

## 名前の由来
和名エゾイラクサは、「蝦夷刺草」の意で、「蝦夷」は北海道に多く産することにより、「刺草」は茎葉にある刺毛によって疼痛を感じることによる。
属名 Urtica は、ラテン語の uro で、「燃やす」「ちくちくする」に由来する古典ラテン語であり、この属の種にギ酸を含む刺毛があり、触れるとちくちくと痛むことによる。種小名（種形容語）platyphylla は、「広葉の」の意味。

## 種の保全状況評価
国（環境省）のレッドデータブック、レッドリストでの選定はない。都道府県のレッドデータ、レッドリストの選定状況は次の通り。福島県-準絶滅危惧(NT)、岡山県-準絶滅危惧。

## ギャラリー

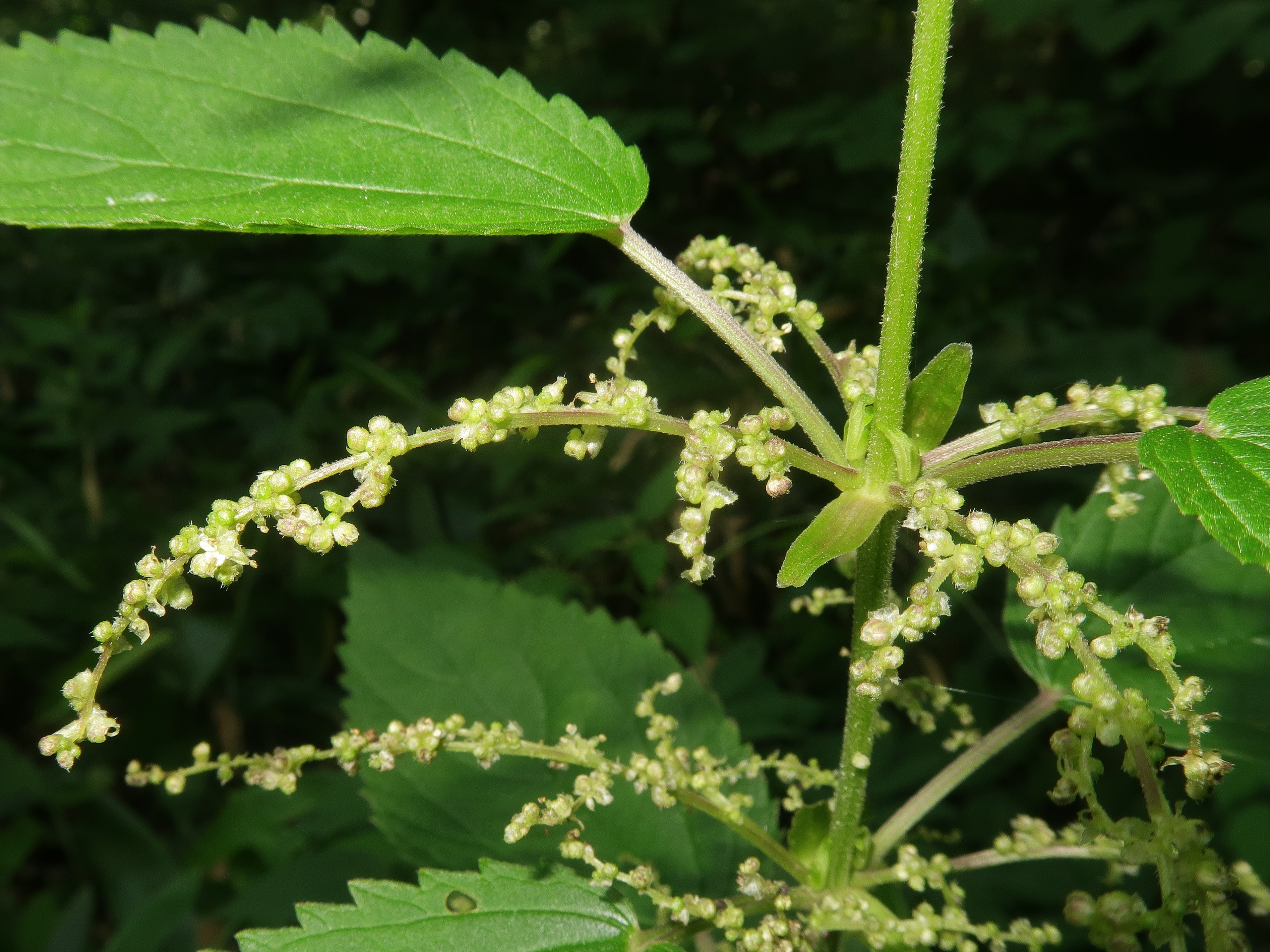
葉は対生し、葉柄は葉身より短い。茎の各節に2個の托葉がある。上部の葉腋から花序を出し、複穂状に緑白色の小さな花をつける。
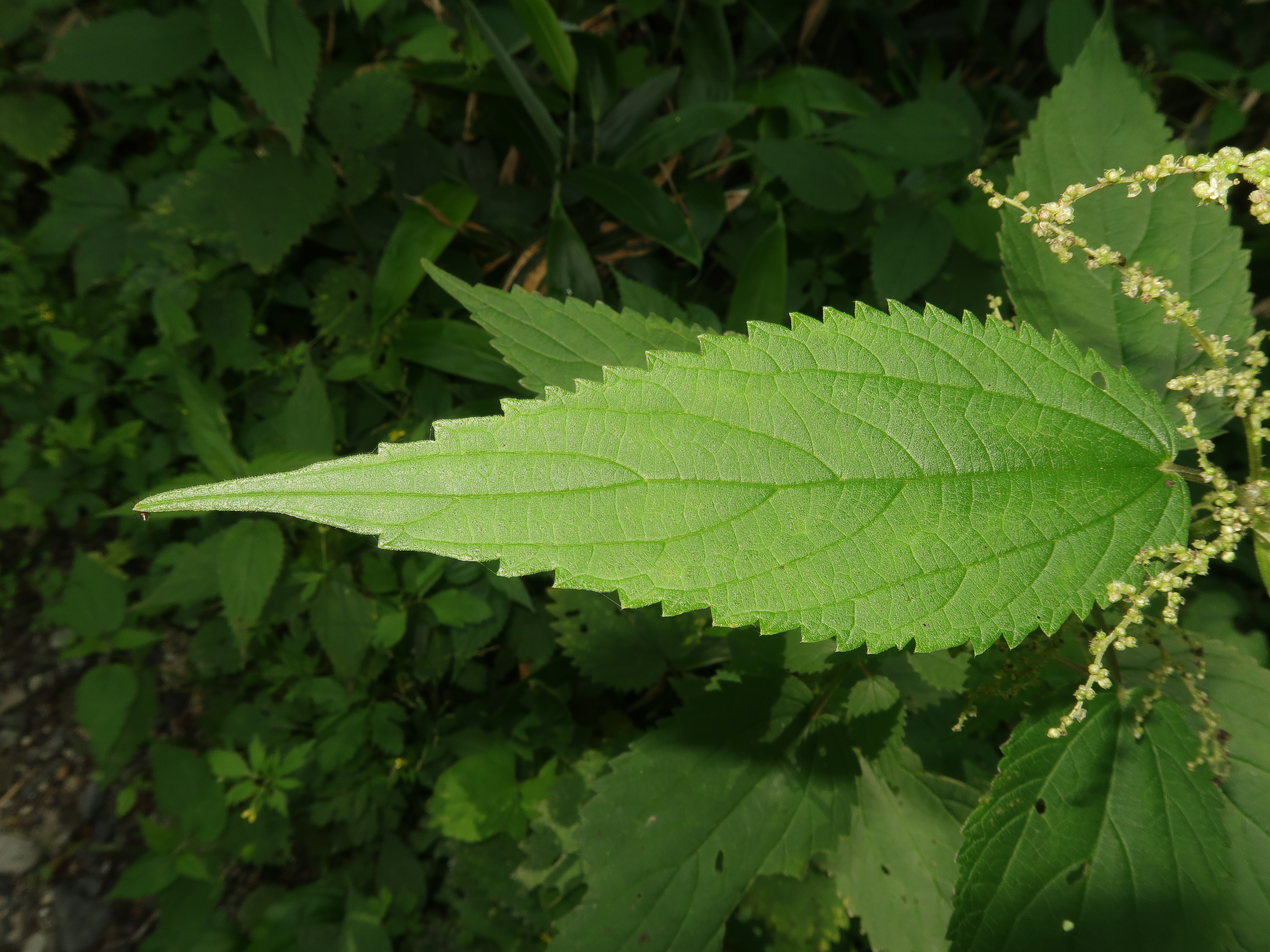
葉身は狭卵形または卵状長楕円形で、縁は粗大な単鋸歯になる。葉身の先はとがり、基部はやや心形から円形になる。
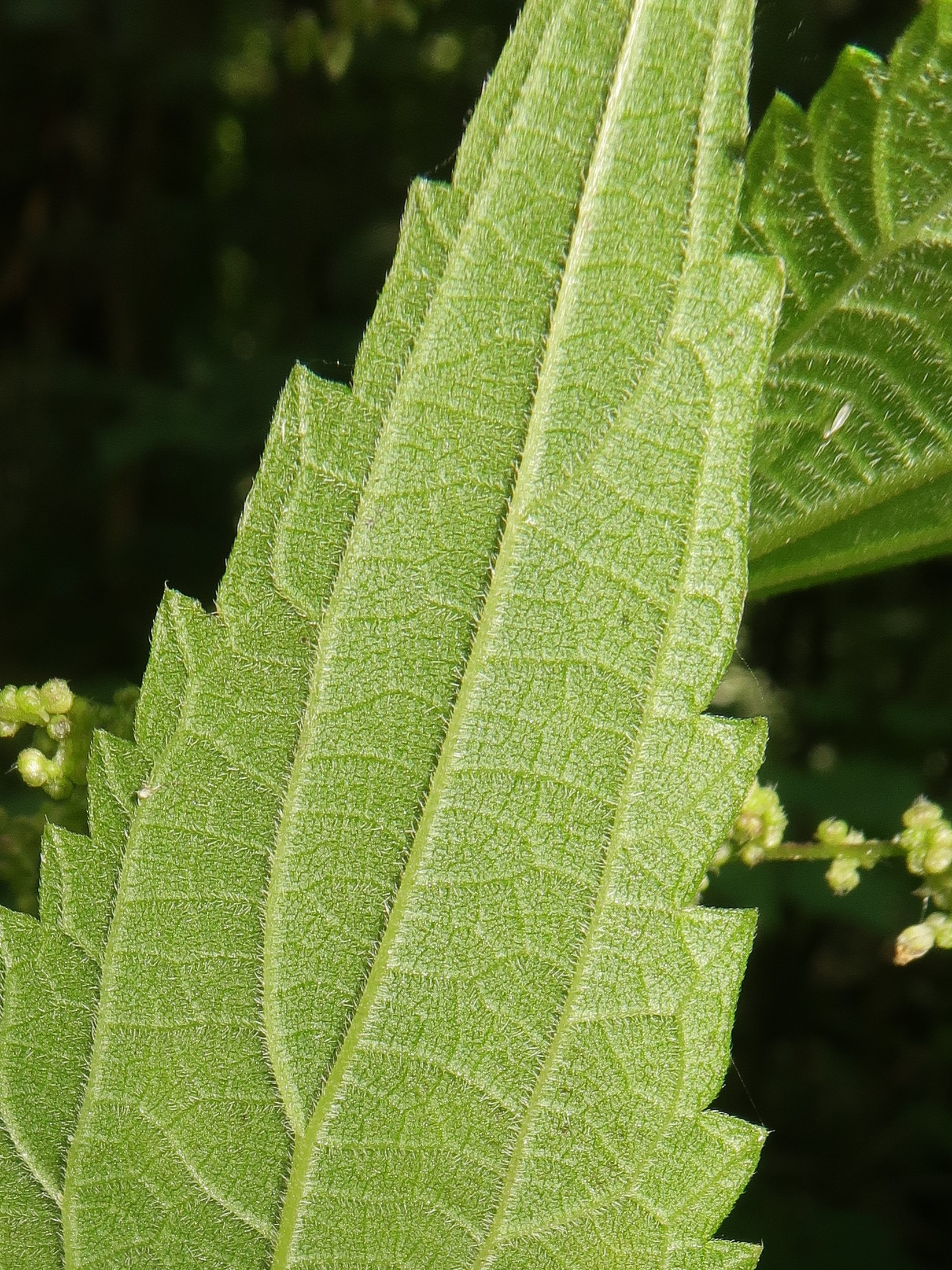
葉の両面に毛が生え、特に裏面の葉脈上に短毛が多く生える。
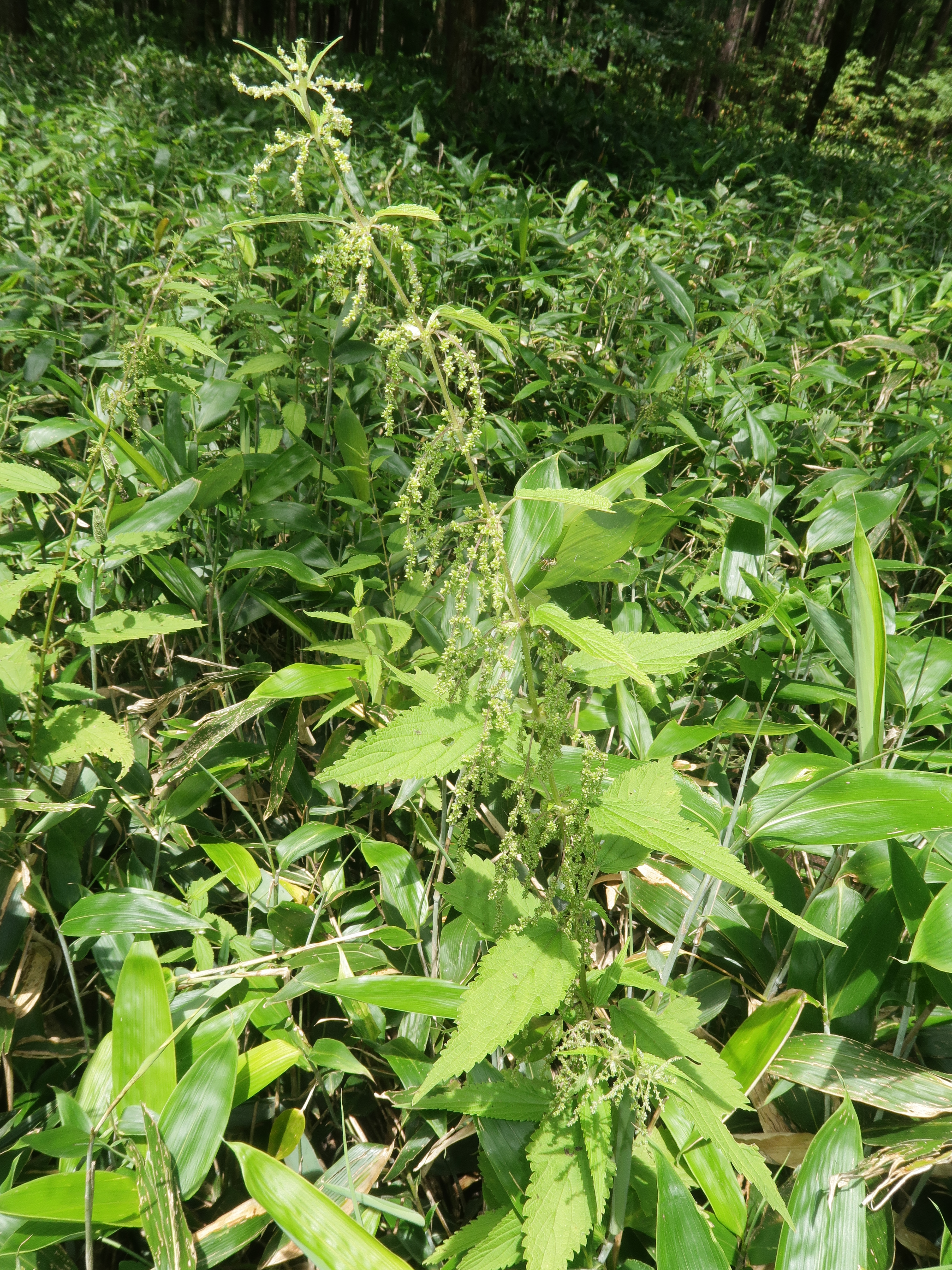
雌株。
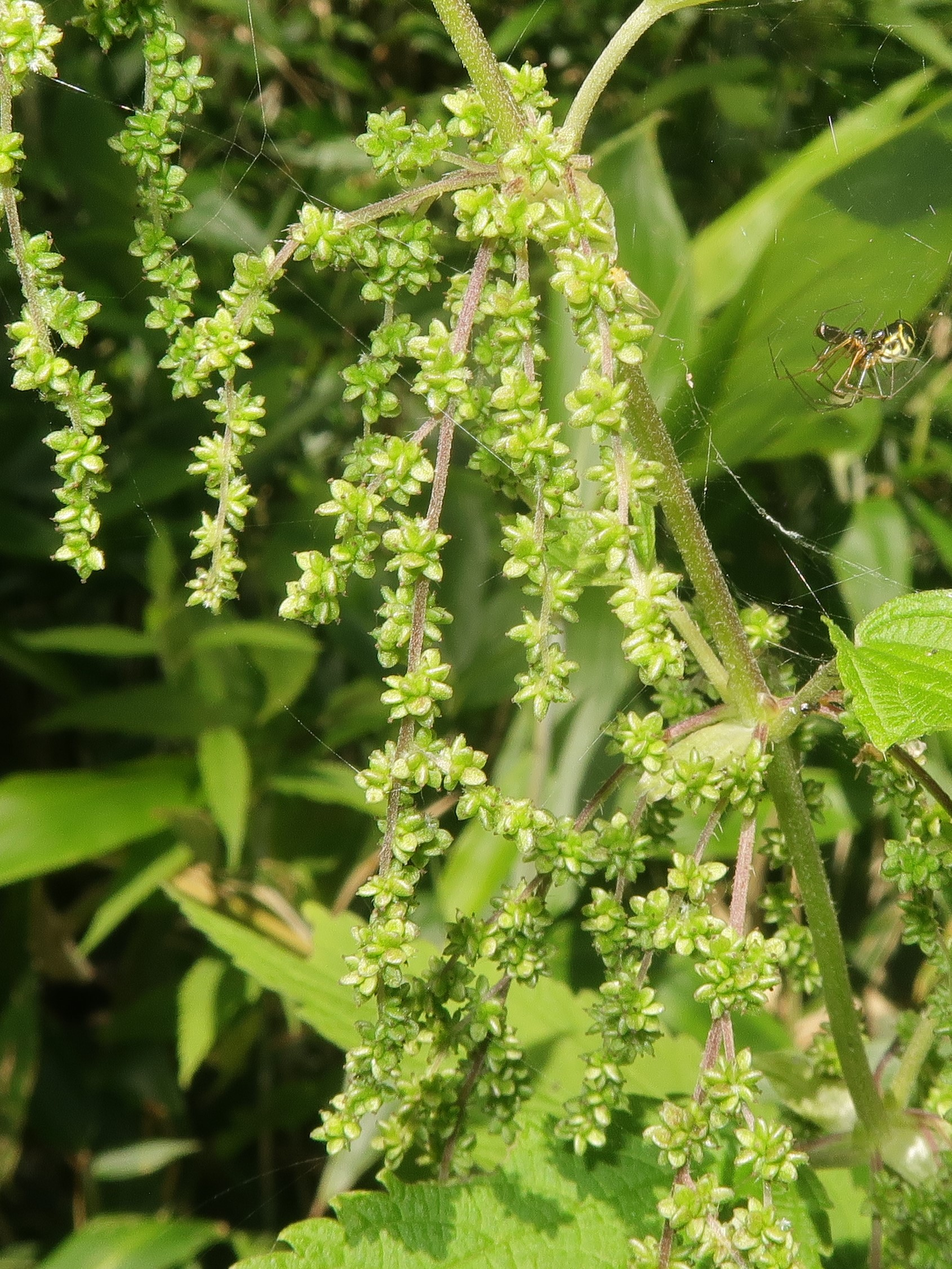
果実は扁平で卵形の痩果になる。

## 分類
イラクサ科のうち、植物体に触ると痛い刺毛があるものに、ムカゴイラクサ属 Laportea Gaudich. と本種が属するイラクサ属 Urtica L. があり、ムカゴイラクサ属は葉が互生し、イラクサ属は葉が対生する。イラクサ属に属する日本に分布する種は、本種のほか、イラクサ Urtica thunbergiana Siebold et Zucc.、コバノイラクサ U. laetevirens Maxim.およびホソバイラクサ U. angustifolia Fisch. ex Hornem. var. angustifoliaがある。
本種とイラクサは、托葉が各節に2個あり、本種の葉は狭卵形から卵状長楕円形になり、鋸歯は単鋸歯になるのに対し、イラクサの葉は卵形で、鋸歯は欠刻状の重鋸歯になる。イラクサは本州の福島県以南、四国、九州、朝鮮半島、台湾に分布する。コバノイラクサとホソバイラクサは、托葉が各節に4個あり、コバノイラクサの葉は卵形から広卵形で小型で先は長くとがらず、鋸歯は単鋸歯になり、ホソバイラクサの葉は本種と比べ幅が細く、先は細長くとがる。コバノイラクサは北海道、本州の近畿地方以北、朝鮮半島、中国大陸に分布し、ホソバイラクサは北海道、本州、四国、九州、朝鮮半島、中国大陸、シベリア東部、カムチャツカ半島に分布する。

## 利用
山菜として有名なムカゴイラクサ属のミヤマイラクサと同じように料理して食す。5月頃、高さ15-20cmに伸びた若芽を根元から切り取る。このとき、素手で触ると刺毛に刺されるので、手袋等を使用する。少量の食塩を入れた熱湯でゆでて、冷水で冷まして、おひたし、辛し和え、マヨネーズ和えなどにする。